# Clematis moisseenkoi
Clematis moisseenkoi là một loài thực vật có hoa trong họ Mao lương. Loài này được (Serov) W.T.Wang mô tả khoa học đầu tiên năm 2001.